# السعودية في كأس آسيا 1984
تعرضُ هذه المقالة مُشاركة المنتخب السّعُوديّ في كأس آسيا 1984، التي عُقِدَت في سنغافورة. حقّق المُدرّب خليل الزياني، الذي تولى منصبهُ منذ مارس 1984، هدفهُ ويُؤهّل منتخب السّعودية لأوّل مرّة لكأس آسيا.
في المُشاركة الأُولى، وصلت إلى نهائي البُطولة، بعد أن احتَلّت المركز الأول في مجموعتها في مَرحلة المَجمُوعات، قبل الكويت. ثُمَّ فازت على إيران في في نصف النهائي بركلات الترجيح. فازت بأول لقب لها في بطولة كأس آسيا بفوزها على الصين 2-0، وهي أيضًا مُنتخب مبتدئ في هذا المستوى من المنافسة.

## التشكيلة
المُدرِّب: خليل الزياني

| الرقم | المركز | اللاعب             | تاريخ الميلاد (العمر)     | لعب | سجل | النادي        |
| ----- | ------ | ------------------ | ------------------------- | --- | --- | ------------- |
| 1     | حارس   | عبد الله الدعيع    | 1 ديسمبر 1961 (العمر 23)  |     |     | نادي الطائي   |
| 2     | دفاع   | Nasser Al-Mansoor ‏ |                           |     |     | نادي النهضة   |
| 3     | دفاع   | حسين البيشي        | 13 نوفمبر 1966 (العمر 18) |     |     |               |
| 4     | دفاع   | سمير عبدالشكور     | 20 مايو 1960 (العمر 24)   |     |     | نادي أحد      |
| 5     | دفاع   | صالح النعيمة       | 1 يناير 1959 (العمر 25)   |     |     | نادي الهلال   |
| 6     | وسط    | يحيى عامر          |                           |     |     |               |
| 7     | هجوم   | شايع النفيسة       | 20 مارس 1962 (العمر 22)   |     |     | Al-Kawkab     |
| 8     | هجوم   | يوسف خميس          |                           |     |     | نادي النصر    |
| 9     | هجوم   | ماجد عبد الله      | 1 نوفمبر 1959 (العمر 25)  |     |     | نادي النصر    |
| 10    | وسط    | فهد المصيبيح       | 4 أبريل 1961 (العمر 23)   |     |     | نادي الهلال   |
| 11    | هجوم   | محيسن الجمعان      | 6 أبريل 1966 (العمر 18)   |     |     | نادي النصر    |
| 12    | وسط    | Yousef Anbar       |                           |     |     | النادي الأهلي |
| 13    | دفاع   | محمد عبد الجواد    | 28 نوفمبر 1962 (العمر 22) |     |     | النادي الأهلي |
| 14    | وسط    | Saleh Khalifa      | 2 مايو 1954 (العمر 30)    |     |     | نادي الاتفاق  |
| 15    | دفاع   | سلمان الدوسري      | 10 نوفمبر 1963 (العمر 21) |     |     |               |
| 16    | هجوم   | مساعد إبراهيم      | 18 نوفمبر 1965 (العمر 19) |     |     |               |
| 17    | وسط    | بندر الجارالله     |                           |     |     |               |
| 21    | حارس   | محمد الحسين        | 10 أبريل 1960 (العمر 24)  |     |     |               |

## مرحلة المجمُوعات

### المجموعة أ
| فريق           | لعب | ف | ت | خ | له | عليه | ف.أ | نقاط |
| -------------- | --- | - | - | - | -- | ---- | --- | ---- |
| السعودية       | 4   | 2 | 2 | 0 | 4  | 2    | +2  | 6    |
| الكويت         | 4   | 2 | 1 | 1 | 4  | 2    | +2  | 5    |
| قطر            | 4   | 1 | 2 | 1 | 3  | 3    | 0   | 4    |
| سوريا          | 4   | 1 | 1 | 2 | 3  | 5    | −2  | 3    |
| كوريا الجنوبية | 4   | 0 | 2 | 2 | 1  | 3    | −2  | 2    |

#### السعُودية ضد كوريا الجنُوبية
| السعودية          | 1–1 | كوريا الجنوبية |
| ----------------- | --- | -------------- |
| ماجد عبد الله 90' |     | لي تاي هو 51'  |

#### سُوريا ضد السّعُودية
| سوريا | 0–1 | السعودية  |
| ----- | --- | --------- |
|       |     | خليفة 66' |

#### قطر ضد السعُودية
| قطر     | 1–1 | السعودية       |
| ------- | --- | -------------- |
| زيد 47' |     | عبد الجواد 65' |

#### الكويت ضد السّعُودية
| الكويت | 0–1 | السعودية    |
| ------ | --- | ----------- |
|        |     | الجمعان 88' |

## مرحلة خُروج المغلُوب

### نصف النهائي

#### السعودية ضد إيران
| السعودية                                             | 1–1 (ب.و.إ.) | إيران                                            |
| ---------------------------------------------------- | ------------ | ------------------------------------------------ |
| شاهين بياني 88' (ه.ذ.)                               |              | شاهرخ بياني 43'                                  |
| ركلات الترجيح                                        |              |                                                  |
| عبد الله · عبد الجواد · النعيمة · الجمعان · المصيبيح | 5–4          | حاجيلو · مختاريفر · درخشان · بنجلي · شاهرخ بياني |

### النهائي

#### السعودية ضد الصين
| السعودية                            | 2–0 | الصين |
| ----------------------------------- | --- | ----- |
| شايع النفيسة 10' · ماجد عبدالله 46' |     |       |

| بطل كأس آسيا 1984         |
| ------------------------- |
| · السعودية · للمرة الأولى |

## مَرَاجِع
1. ↑  "Asian Cup: Know Your History - Part One (1956-1988)". Goal.com. 7 يناير 2011. مؤرشف من الأصل في 2019-05-31. اطلع عليه بتاريخ 2015-07-02.